# Nicola di Černihiv
Nicola di Černihiv, al secolo Svjatoslav Davydovyč (... – Monastero delle grotte di Kiev, 1142), fu il primo principe della Rus' a prendere i voti monacali. È venerato come santo dalla Chiesa ortodossa russa che ne celebra la memoria il 14 ottobre.

## Biografia
La sua agiografia viene narrata, come quella di molti altri monaci della Pečers'ka Lavra vissuti pochi anni dopo la sua fondazione, dai Pateriki del Monastero delle Grotte di Kiev, composti tra l'XI e il XIII secolo. 
Bisnipote del principe Jaroslav I di Kiev e figlio del principe Davyd Svjatoslavyč di Černihiv, Nicola aveva ricevuto in appannaggio la città di Luc'k quando, colto da una crisi mistica, lasciò moglie e figlio per prendere i voti nel Monastero delle grotte di Kiev il 17 febbraio 1106.
Nonostante l'indignazione della propria famiglia, già sconcertata da una scelta di vita che non aveva eguali nella nobiltà kieviana, Nicola trascorse i primi tre anni della propria nuova vita adempiendo le umili mansioni di sguattero della cucina e, nei tre anni successivi, di dispensiere con il compito di servire alla mensa comune. Di indole energica costrinse l'egumeno a non lasciarlo mai inoperoso, neppure nella sua cella. In seguito lavorò nell'orto monasteriale e nella produzione e rammendo degli abiti degli altri monaci, spesso accompagnando le proprie occupazioni con preghiere e canti liturgici. Le sue agiografie narrano che il suo lignaggio e la sua saggezza lo portarono a fare da paciere tra il principe di Černihiv e il gran principe Vsevolod.
Viene narrato che a seguito della sua morte il fratello Izjaslav cadde malato e fu guarito dal copricapo di Nicola, recapitatogli dal monastero. Grato per questa intercessione fu in seguito solito usare in battaglia il cilicio del santo.